# بویلینگ اسپرینگز (کارولینای جنوبی)
بویلینگ اسپرینگز(به انگلیسی: Boiling Springs) شهری در ایالت کارولینای جنوبی کشور ایالات متحده آمریکا است که جمعیت آن در سرشماری سال ۲۰۱۰ میلادی، ۸٬۲۱۹ نفر بوده‌است.